# Chris Kontos
Chris Kontos, född 10 december 1963 i Toronto, Kanada, är en före detta kanadensisk ishockeyforward.
I NHL-draften 1982 draftades Kontos som nummer 15 totalt av New York Rangers.
Säsongen 1992/1993 spelade han för NHL för klubben Tampa Bay Lightning, och gjorde 55 poäng på 51 matcher, varav 27 mål och 24 assist. Säsongen 1994/1995 spelade han för Skellefteå AIK, sedan han lockats till Sverige av Skellefteå AIK:S tränare Rob Barnes, och gjorde 43 poäng på 31 matcher, varav 19 mål och 24 assist. Samtidigt hade NHL-spelaren Jan "X:et" Erixon återvänt från New York Rangers. Kontos och Erixon hade tidigare spelat med varandra under 1983 - 1985 i samma klubb. Rob Barnes  hade planer på att ta Skellefteå AIK tillbaka till Elitserien.
Kontos avslutade sin ishockeykarriär med spel i den tyska ligan säsongen 1997/98 för Revierlöwen Oberhausen, där han gjorde 15 poäng på 27 matcher varav 11 mål och 4 assist. Åter igen var det Rob Barnes som var tränare.

## Klubbar

### OHL
- Sudbury Wolves 1980-1982
- Toronto Marlboros 1982-1983

### CHL
- Tulsa Oilers 1983-1984

### IHL
- Muskegon Fury 1987-1988
- Phoenix Roadrunners 1990-1991
- Cincinnati Cyclones 1995-1997
- Rafales de Québec 1996-1997
- Manitoba Moose 1996-1997

### AHL
- New Haven Nighthawks 1985-1986, 1986-1987, 1987-1988,1989-1990

### NHL
- New York Rangers 1982-1983, 1983-1984, 1984-1985
- Pittsburgh Penguins 1986-1987, 1987-1988
- Los Angeles Kings 1987-1988, 1988-1989, 1989-1990
- Tampa Bay Lightning 1992-1993

### NLA
- Kloten Flyers 1988-1989

### Serie B
- CourmAosta 1991-1992

### FM-ligan
- Ilves 1985-1986

### Allsvenskan
- Skellefteå AIK 1994-1995

### DEL
- Revierlöwen Oberhausen 1997-1998